# Islas Bridges
Islas Bridges är öar i Argentina. De ligger i den södra delen av landet, 2 400 km söder om huvudstaden Buenos Aires.
I omgivningarna runt Islas Bridges växer i huvudsak lövfällande lövskog. Trakten runt Islas Bridges är nära nog obefolkad, med mindre än två invånare per kvadratkilometer.